# Dziuché (Hoctún)
Dziuché es una localidad, comisaría del Hoctún en el estado de Yucatán localizado en el sureste de México. La población se desarrolló en torno a una hacienda azucarera propiedad de la familia de la Cámara.

## Toponimia
El nombre (Dziuché) significa en idioma maya pájaro en la madera.

## Localización
Dziuché se localiza al norte de Hoctún, la cabecera municipal.

## Historia de la Hacienda
La Hacienda de Dziuché tuvo su esplendor durante la época del auge henequenero entre 1870 y 1920.
Emitió fichas de hacienda las cuales por su diseño son de interés para los numismáticos. Dichas fichas acreditan la hacienda como propiedad de Juan Gamboa.
Posteriromente, la hacienda pasó a ser propiedad de Raymundo Cámara Luján, un rico hacendado que reactivó la industria cañera al sur de Mérida. En el periodo entre 1909 y 1910, por ejemplo, la finca Dziuché producía 12,000 kilogramos de azúcar, y otros 10,000 de miel.
Los hermanos Cámara Vales, sucesores de Cámara Luján, vendieron la Hacienda de Dziuché a Armando Medina Alonso, dueño de la hacienda Santa Rosa, cuyo latifundio ganadero tenía una extensión de más de 12,000 hectáreas.
En 1937, como parte de la reforma agraria, el presidente Lázaro Cáredenas expropió la Haciendas de Yucatán, distribuyendo las tierras en ejidos, unidades colectivas autónomas con derecho comunitario de propiedad de la tierra.

## Demografía
Según el censo de 2005 realizado por el INEGI, la población de la localidad era de 10 habitantes, de los cuales 6 eran hombres y 4 eran mujeres.
| 104                         | 210 | 259 | 232 | 173 | 181 | 206 | 155 | 97 | 52 | 31 | 26 | 10 |
| (Fuente: INEGI [Consultar]) |     |     |     |     |     |     |     |    |    |    |    |    |

## Galería

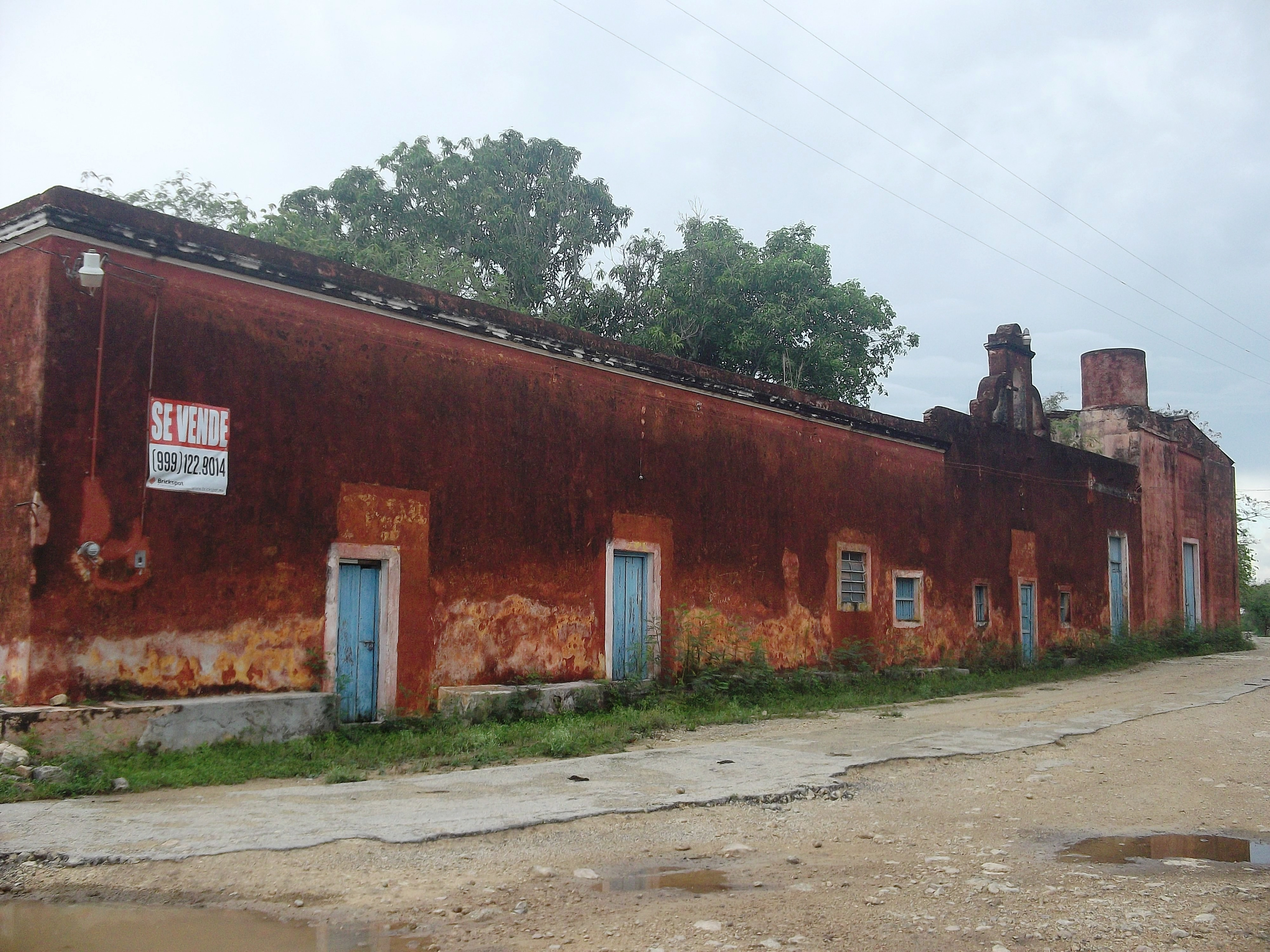
Hacienda Dziuché.
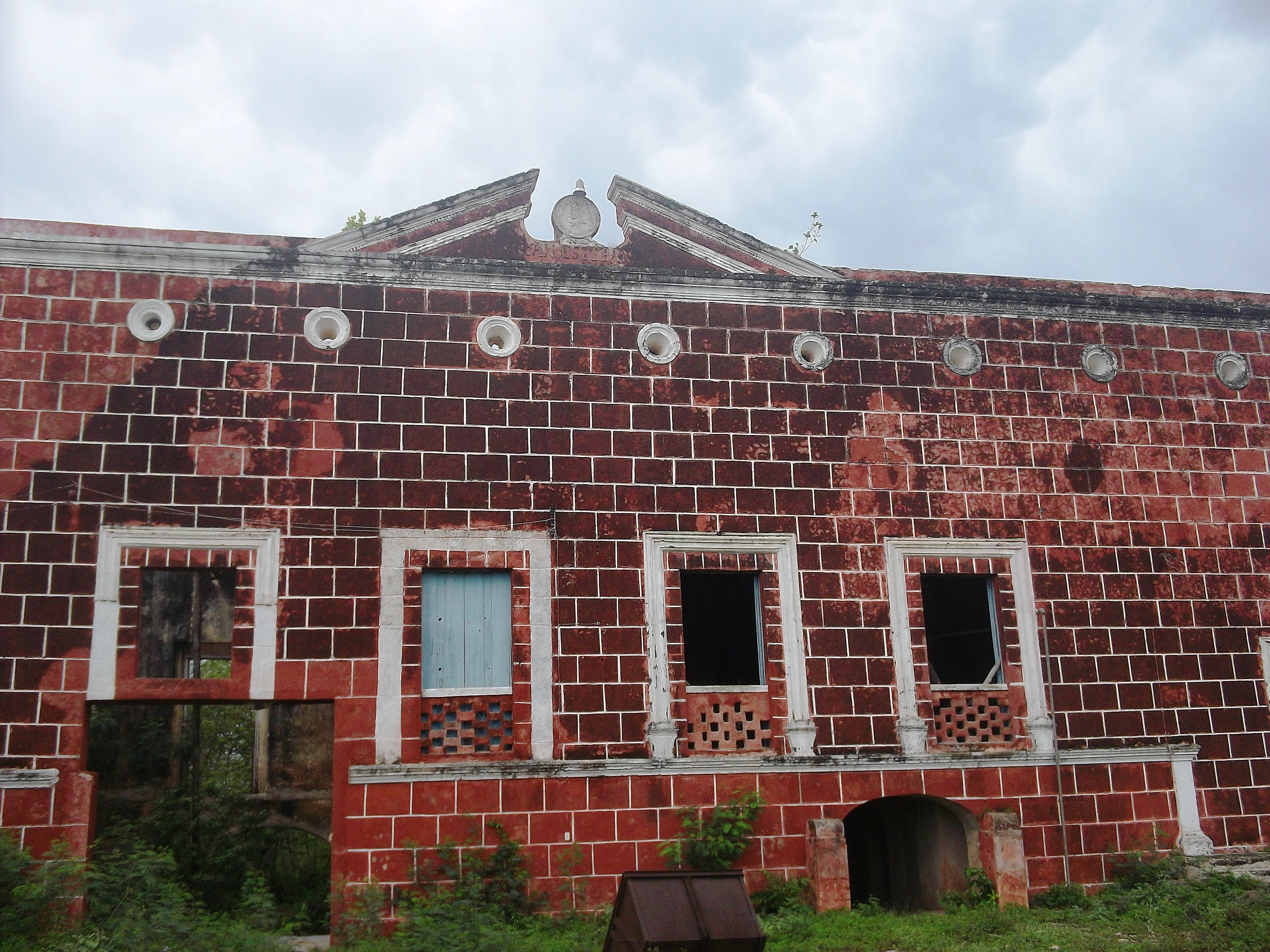
Hacienda Dziuché.
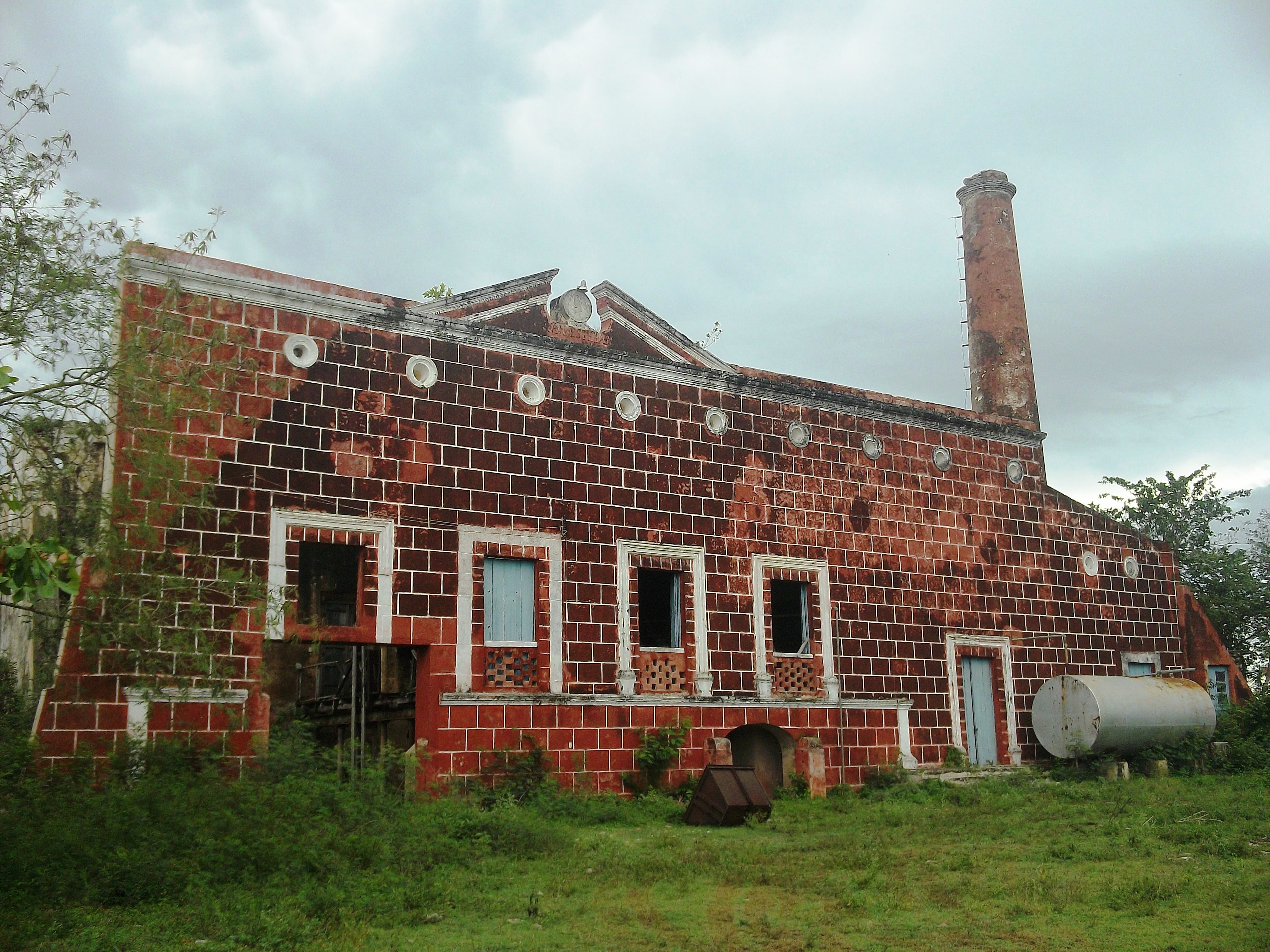
Hacienda Dziuché.
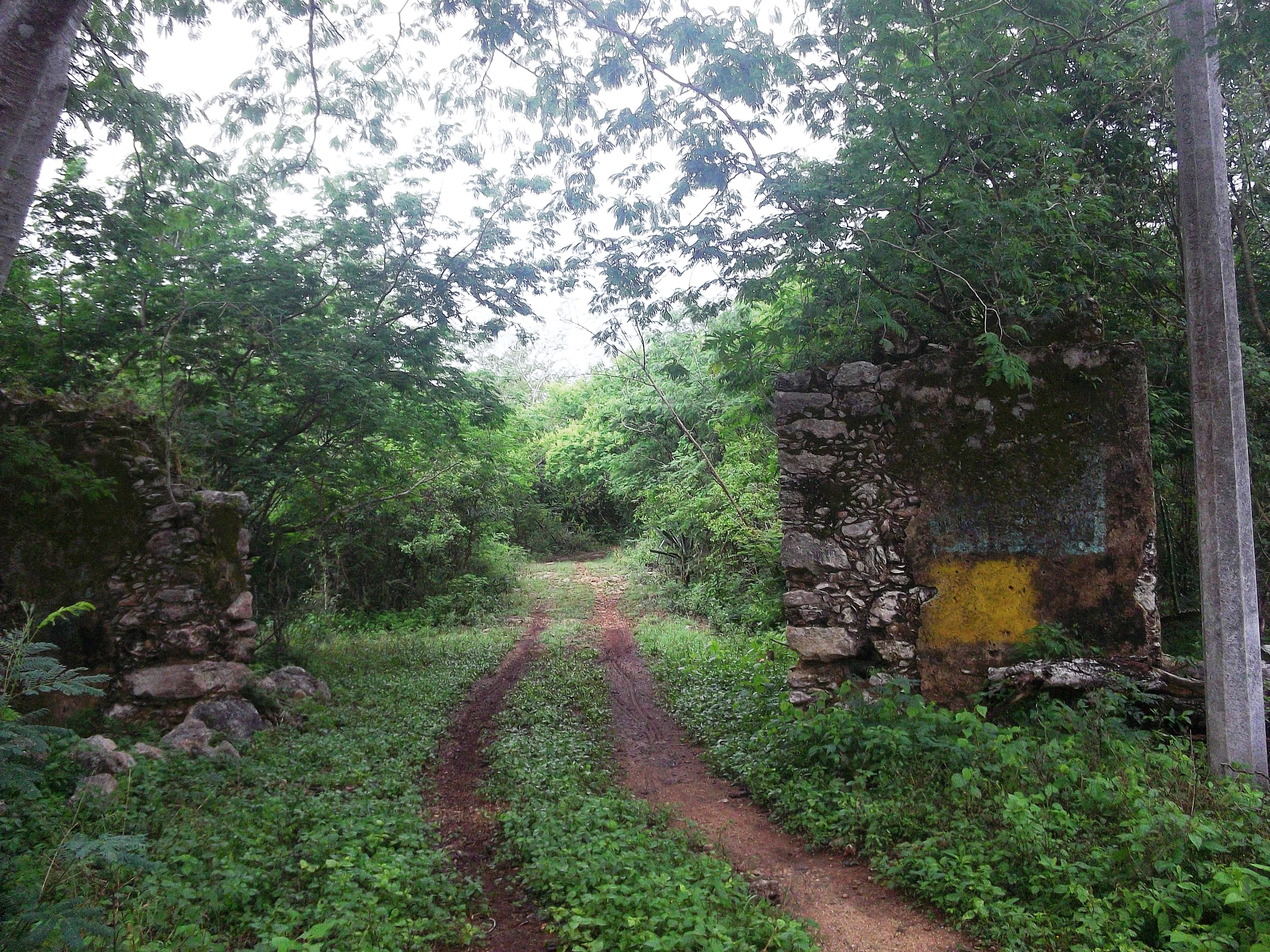
Brecha de la hacienda Dziuché.
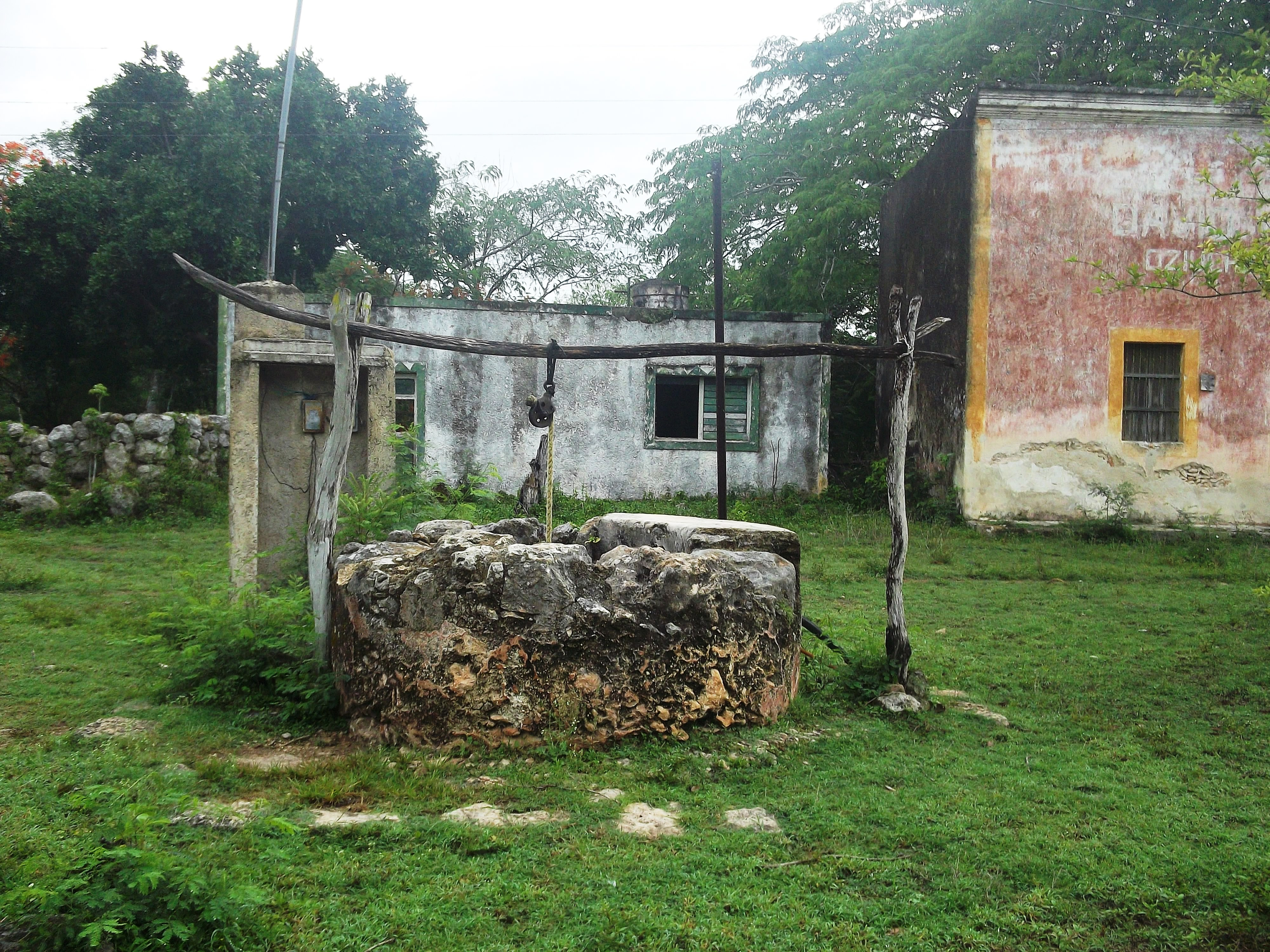
Pozo de la hacienda Dziuché.
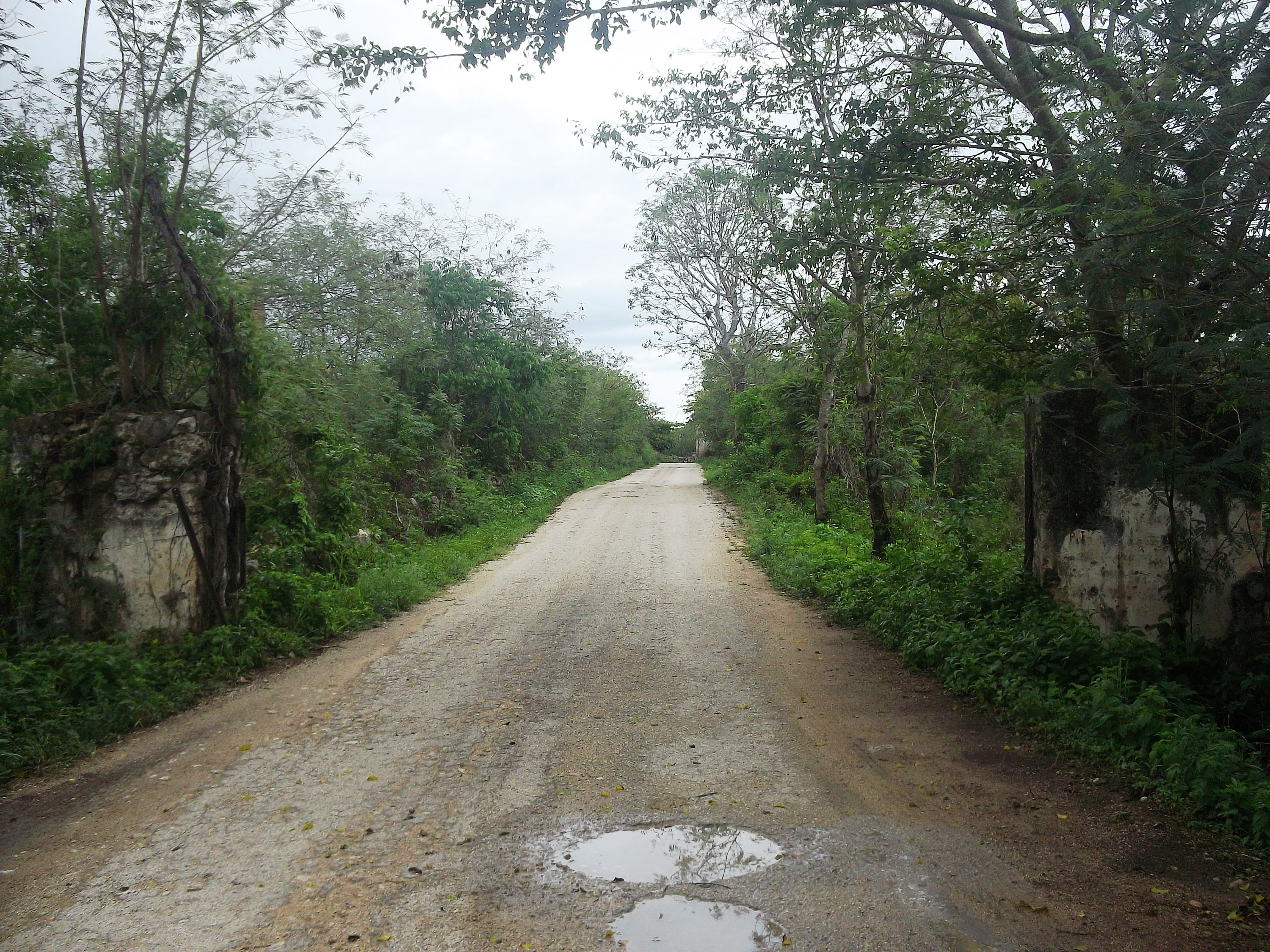
Entrada de la hacienda Dziuché.
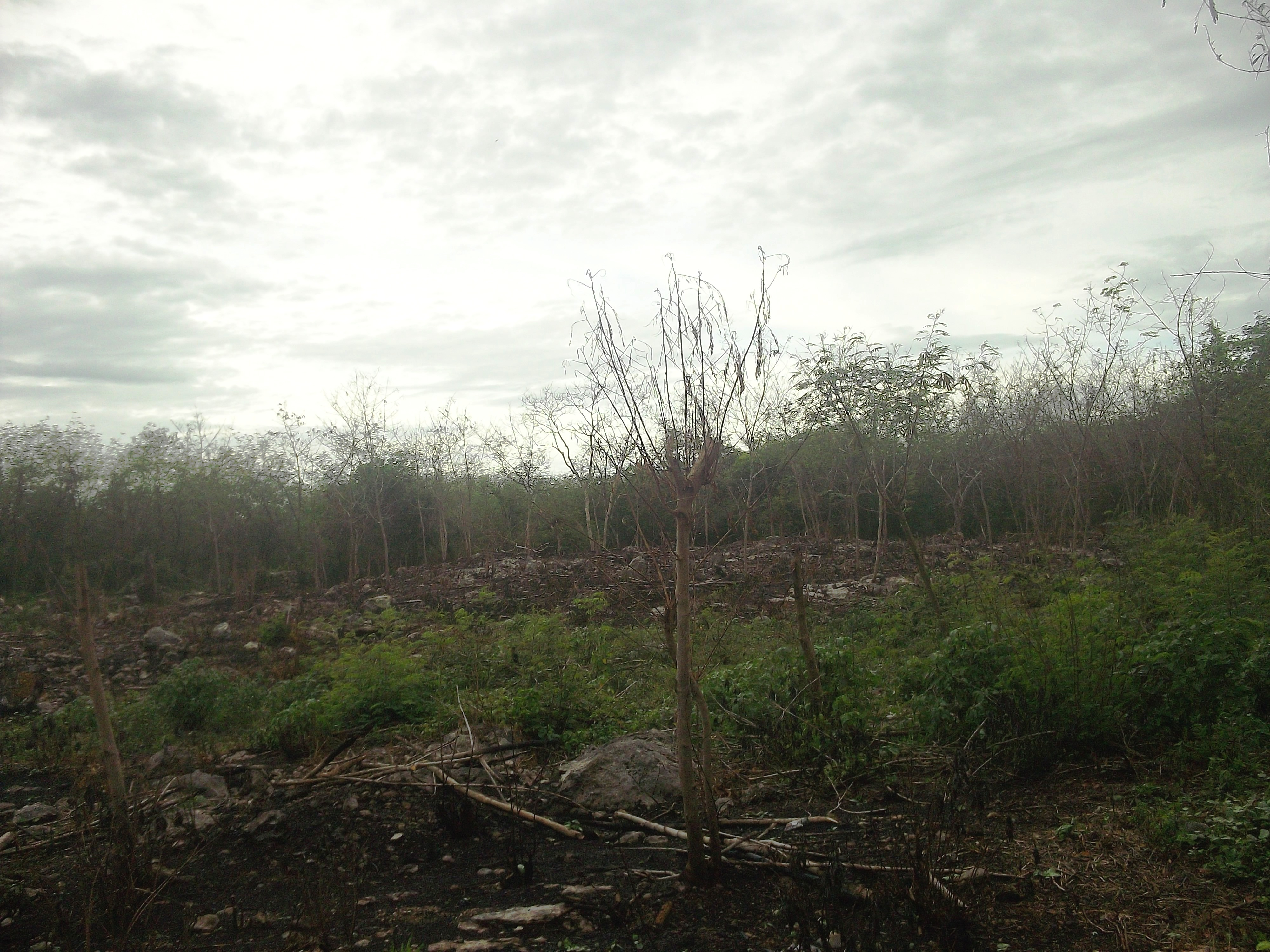
Terrenos de la hacienda Dziuché.
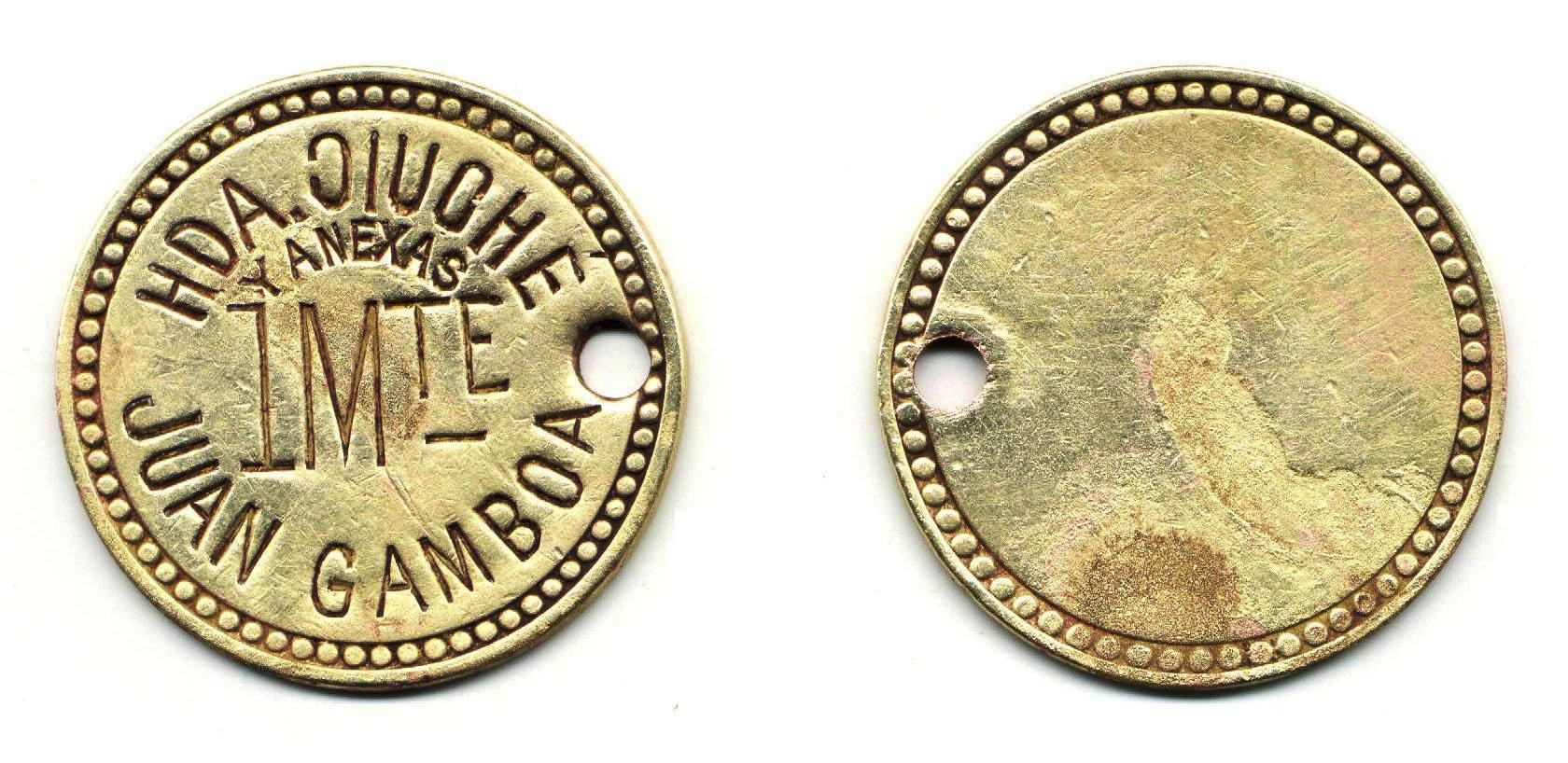
Ficha de la hacienda Dziuché.